# Wilhelmine von Wrochem

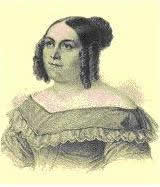
Wilhelmine von Wrochem

Wilhelmine von Wrochem, geborene Wilhelmine Schulz, auch Wilhelmine Dötsch (17. Dezember 1798 in Berlin – 18. November 1839) war eine deutsche Flötistin, Opernsängerin (Sopran) und Theaterschauspielerin.

## Leben
Ihr bereits in früher Jugend entdecktes musikalisches Talent wurde durch ihren Vater, den pensionierten Kammermusiker Schulz, weiter ausgebildet. Als Flötenvirtuosin trat sie nicht nur in Berlin, sondern auch in anderen Städten mit Erfolg auf. Trotz ihrer Erfolge als Instrumentalistin begann sie ein Gesangsstudium und bildete sich auch als dramatische Darstellerin aus. Nachdem sie längere Zeit als Chorsängerin tätig gewesen war, wurde sie 1820 als Mitglied des königlichen Theaters aufgenommen.
Nach dreijährigem Engagement unternahm sie den ersten Gastspiel-Ausflug nach Hamburg, wo ihr vorteilhafte Anträge von Seiten der Direktion gemacht wurden, welche sie jedoch aus Anhänglichkeit an die königliche Bühne, der sie ihre künstlerische Ausbildung verdankte, ablehnte. Nach Berlin zurückgekehrt, versuchte sie es auch im Schauspiel und ihr frisches, natürliches Talent brachte ihr in kurzer Zeit auch in dieser Richtung große Erfolge.
Sie wurde bald eine sehr beliebte und gern gesehene Schauspielerin, am Anfang in Liebhaberinnen- und Lokalrollen, später im Fach der komischen Alten. Besonders waren es die Stücke Louis Angelys, in denen sie das Publikum begeisterte, ja diese Gattung von Rollen wurde eigens für sie geschaffen.
Im Jahre 1830 heiratete sie den königlichen Justizkommissarius und Notar von Wrochem, nachdem sie 1822 ihren ersten Gatten, den königlichen Chorinspizienten Dötsch, nach kaum einjähriger Ehe verloren hatte.
Ihr Ansehen bei Vorgesetzten und Publikum wuchs derart, dass sie 1836 vom König das Dekret der lebenslangen Anstellung als Mitglied des königlichen Theaters erhielt.
Nur kurze Zeit konnte sie sich dieser Anerkennung erfreuen, denn am 18. November 1839 starb sie an den Folgen einer Entbindung.